# Watkinsia megalops
Watkinsia megalops är en skalbaggsart som beskrevs av Britton 1995. Watkinsia megalops ingår i släktet Watkinsia och familjen Melolonthidae. Inga underarter finns listade i Catalogue of Life.